# Glentarras
Glentarras war eine Whiskybrennerei nahe Langholm, Dumfries and Galloway, Schottland. Sie war neben Langholm eine von zwei Whiskybrennereien nahe der Stadt Langholm.
Die Brennerei wurde 1839 von James Kennedy in der Nähe von Langholm am Fluss Tarras gegründet. In ihrer 75-jährigen Geschichte wechselte die Brennerei mehrfach den Besitzer. Weiterführende Informationen sind jedoch nur spärlich in der Literatur vorhanden. Eine detaillierte Beschreibung der Brennerei ist durch Alfred Barnard gegeben, der sie Mitte der 1880er Jahre besuchte. So ist beispielsweise überliefert, dass sie mittels vierer Brennblasen (Pot Stills) Malt Whisky produzierte. Der jährliche Ausstoß betrug zu dieser Zeit etwa 75.000 Gallonen. Ein Großteil des Whiskys wurde nach London exportiert. Die meisten Gebäude der Brennerei sind nicht mehr vorhanden.